# Pseudanthias

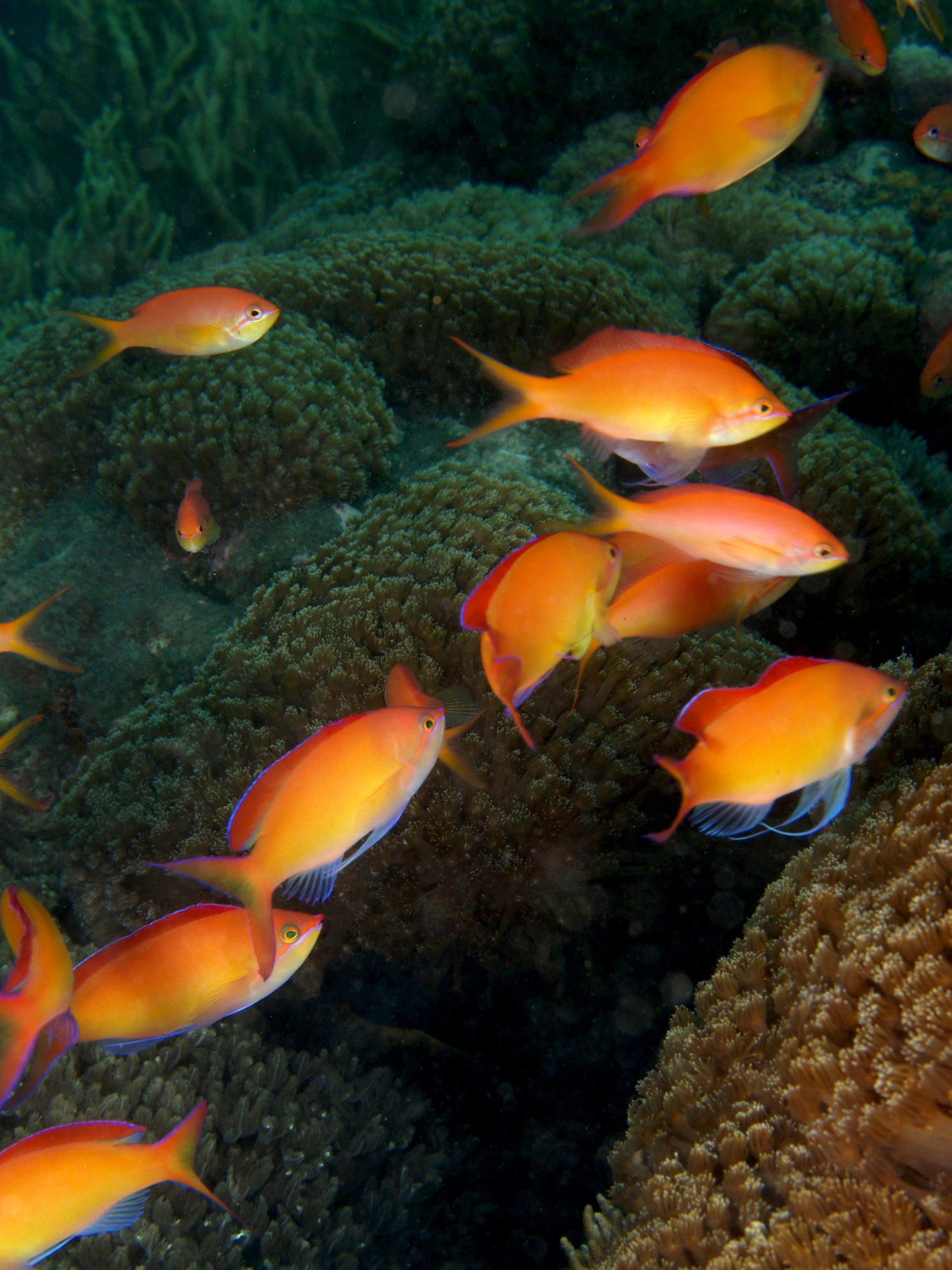
Pseudanthias dispar

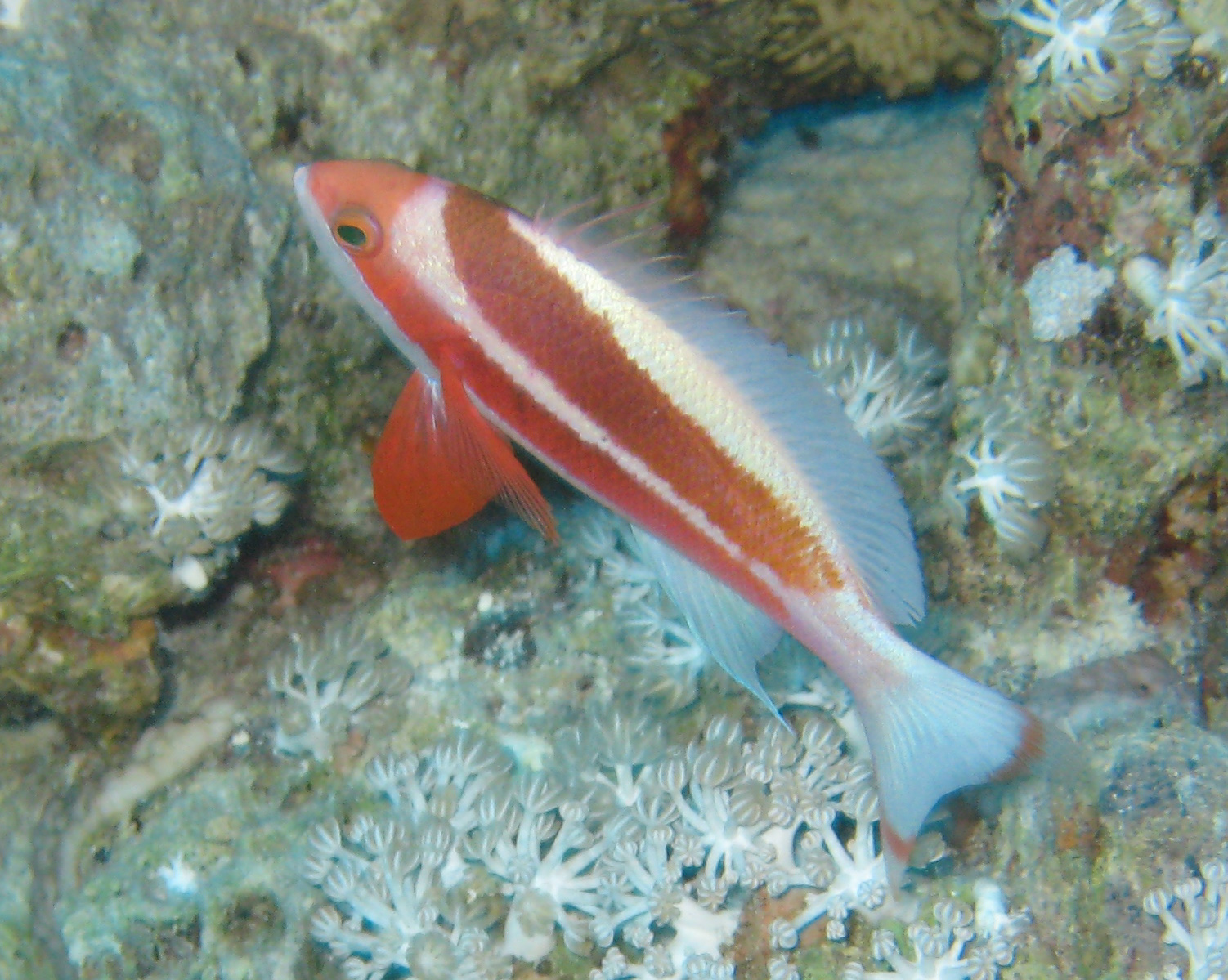
Pseudanthias taeniatus

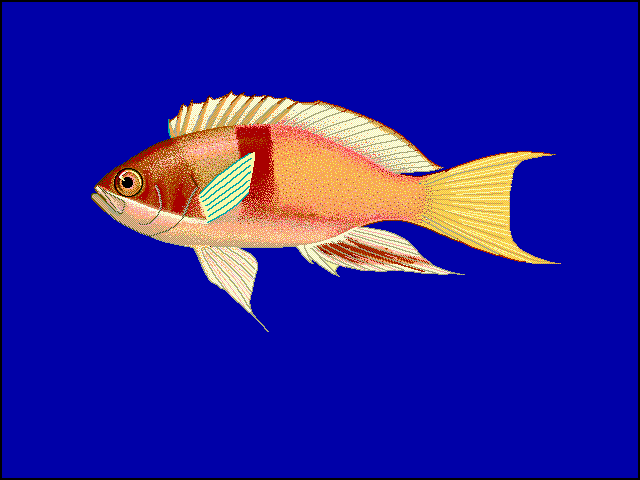
Pseudanthias rubrizonatus

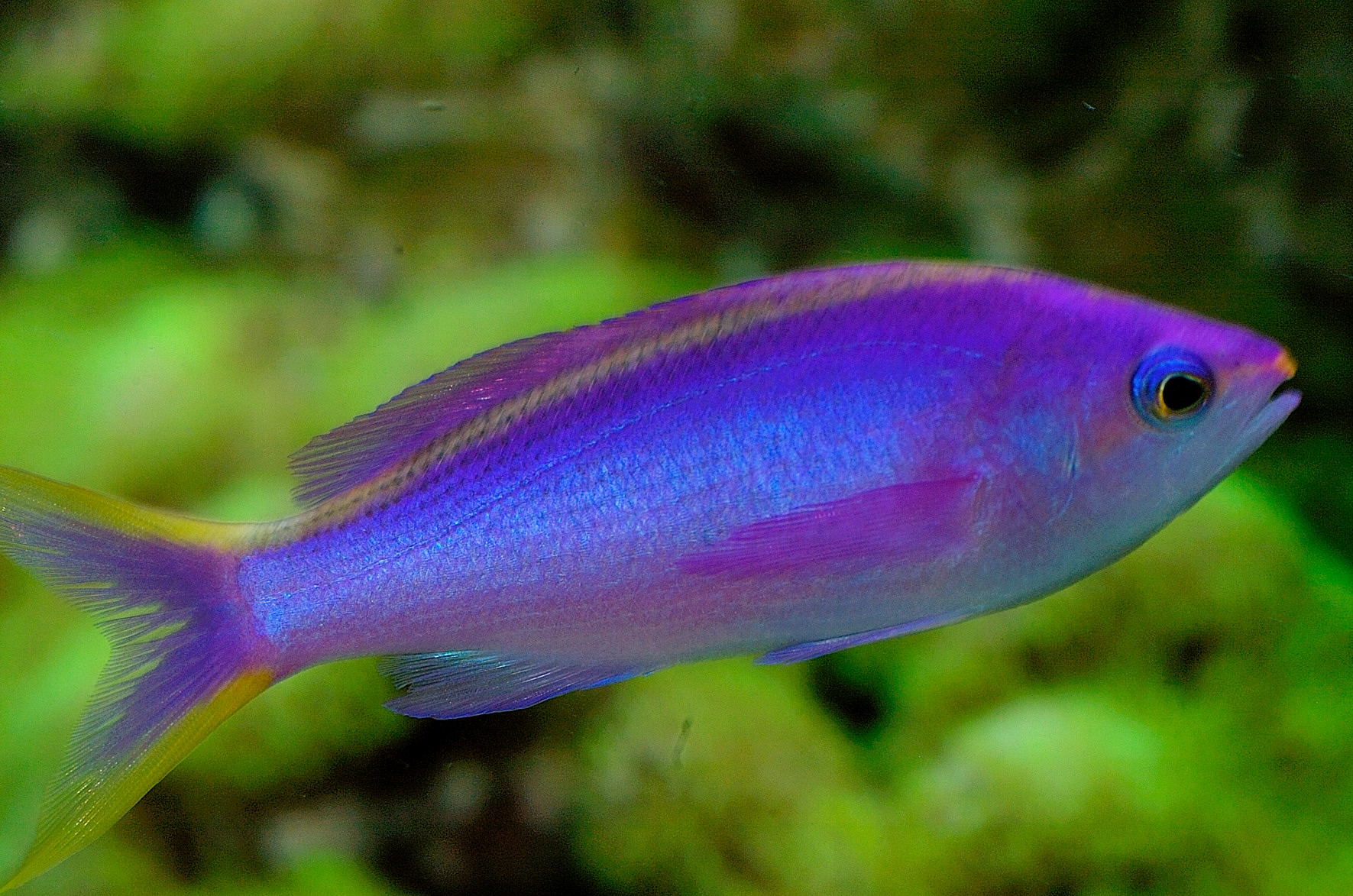
Pseudanthias tuka

Pseudanthias és un gènere de peixos de la família dels serrànids i de l'ordre dels perciformes.

## Taxonomia
- Pseudanthias albofasciatus (Fowler & Bean, 1930)[2]
- Pseudanthias aurulentus (Randall & McCosker, 1982)[3]
- Pseudanthias bartlettorum (Randall & Lubbock, 1981)[4]
- Pseudanthias bicolor (Randall, 1979)[5]
- Pseudanthias bimaculatus (Smith, 1955)[6]
- Pseudanthias calloura (Ida & Sakaue, 2001)[7]
- Pseudanthias carlsoni (Randall & Pyle, 2001)[8]
- Pseudanthias caudalis (Kamohara & Katayama, 1959)[9]
- Pseudanthias charleneae (Allen & Erdmann, 2008)[10]
- Pseudanthias cichlops (Bleeker, 1853)[11]
- Pseudanthias connelli (Heemstra & Randall, 1986)[12]
- Pseudanthias conspicuus (Heemstra, 1973)[13]
- Pseudanthias cooperi (Regan, 1902)[14]
- Pseudanthias dispar (Herre, 1955)[15]
- Pseudanthias elongatus (Franz, 1910)[16]
- Pseudanthias engelhardi (Allen & Starck, 1982)[17]
- Pseudanthias evansi (Smith, 1954)[18]
- Pseudanthias fasciatus (Kamohara, 1954)[19]
- Pseudanthias flavicauda (Randall & Pyle, 2001)[20]
- Pseudanthias flavoguttatus (Katayama & Masuda, 1980)[21]
- Pseudanthias fucinus (Randall & Ralston, 1985)[22]
- Pseudanthias georgei (Allen, 1976)[23]
- Pseudanthias heemstrai (Schuhmacher, Krupp & Randall, 1989)[24]
- Pseudanthias hiva (Randall & Pyle, 2001)[8]
- Pseudanthias huchtii (Bleeker, 1857)[25]
- Pseudanthias hutomoi (Allen & Burhanuddin, 1976)[26]
- Pseudanthias hypselosoma (Bleeker, 1878)[27]
- Pseudanthias ignitus (Randall & Lubbock, 1981)[4]
- Pseudanthias kashiwae (Tanaka, 1918)
- Pseudanthias leucozonus (Katayama & Masuda, 1982)[28]
- Pseudanthias lori (Lubbock & Randall, 1976)[29]
- Pseudanthias lunulatus (Kotthaus, 1973)[30]
- Pseudanthias luzonensis (Katayama & Masuda, 1983)[31]
- Pseudanthias manadensis (Bleeker, 1856)[32]
- Pseudanthias marcia (Randall & Hoover, 1993)[33]
- Pseudanthias mooreanus (Herre, 1935)[34]
- Pseudanthias nobilis (Franz, 1910)
- Pseudanthias olivaceus (Randall & McCosker, 1982)
- Pseudanthias parvirostris (Randall & Lubbock, 1981)
- Pseudanthias pascalus (Jordan & Tanaka, 1927)
- Pseudanthias pictilis (Randall & Allen, 1978)
- Pseudanthias pleurotaenia (Bleeker, 1857)
- Pseudanthias privitera (Randall & Pyle, 2001)
- Pseudanthias pulcherrimus (Heemstra & Randall, 1986)
- Pseudanthias randalli (Lubbock & Allen, 1978)
- Pseudanthias regalis (Randall & Lubbock, 1981)
- Pseudanthias rubrizonatus (Randall, 1983)
- Pseudanthias rubrolineatus (Fourmanoir & Rivaton, 1979)
- Pseudanthias sheni (Randall & Allen, 1989)
- Pseudanthias smithvanizi (Randall & Lubbock, 1981)
- Pseudanthias squamipinnis (Peters, 1855)
- Pseudanthias taeniatus (Klunzinger, 1884)
- Pseudanthias taira (Schmidt, 1931)
- Pseudanthias thompsoni (Fowler, 1923)
- Pseudanthias townsendi (Boulenger, 1897)
- Pseudanthias truncatus (Katayama & Masuda, 1983)
- Pseudanthias tuka (Herre & Montalban, 1927)
- Pseudanthias venator (Snyder, 1911)
- Pseudanthias ventralis (Randall, 1979)
- Pseudanthias xanthomaculatus (Fourmanoir & Rivaton, 1979)[35][36][37][38][39][40][41]